# Kaia Gerber
Kaia Jordan Gerber (Los Angeles, 3 september 2001) is een Amerikaans model en actrice. 

## Biografie
Gerber, dochter van Cindy Crawford, maakte al op jonge leeftijd kennis met het modellenwerk. Op haar tiende had ze haar eerste modellenklus met de kinderlijn van Versace, Young Versace. Ze was vijftien toen ze haar acteerdebuut maakte in de film Sister Cities (2016). Naderhand kwam ze nog voor in de realityserie Rich Kids of Instagram (2017), waarin rijke jongeren worden gevolgd.
Ze heeft geposeerd voor modebladen als Vogue, Teen Vogue en Pop Magazine. Ook werd ze het gezicht voor de campagne voor het parfum Daisy van Marc Jacobs. In september 2017 maakte ze haar catwalkdebuut voor Raf Simons' Calvin Klein Collection. Daarna liep ze voor de lente-modeweek voor modehuizen als Marc Jacobs, Burberry, Alexander Wang, Coach New York, Prada, Chanel, Fendi, Moschino en Versace – soms vergezeld door haar moeder. Ze werd eind 2017 bij de British Fashion Awards genomineerd als Model of the Year, maar verloor van de Britse Adwoa Aboah. Gerber stond in februari 2018 op de cover van Vogue Paris, haar eerste solocover van Vogue, en verscheen in de lente van 2018 in campagnes van Versace, Calvin Klein, Marc Jacobs en Omega. Later dat jaar ontwikkelde ze samen met modeontwerper Karl Lagerfeld een eigen kledinglijn, Karl X Kaia.
Eind 2018 werd ze bij de British Fashion Awards alsnog verkozen tot Model of the Year.
Gerber verscheen in het tiende seizoen van de FX-horrorbloemlezing American Horror Story, evenals in de spin-off ervan, American Horror Stories. In 2021 verscheen ze een eerste maal op de Amerikaanse Vogue-cover, in hun juni/juli-nummer en opnieuw in hun septembernummer. In 2022 maakte Gerber haar filmdebuut in de historische komedie Babylon van Damien Chazelle. In 2023 stond Gerber op de covers van de Amerikaanse en Franse edities van Elle en speelde ze in een reclamecampagne voor Alaïa. Ze acteerde ook in de tienerkomedie Bottoms die op 11 maart 2023 in première ging op South by Southwest.

### Privé
Ze is de dochter van topmodel Cindy Crawford en sinds 2021 samen met acteur Austin Butler.

## Filmografie
- 2023: Bottoms als Brittany
- 2022: Babylon als Starlet
- 2021: American Horror Stories (televisieserie, 3 afleveringen) als Ruby McDaniel
- 2021: American Horror Story: Double Feature (televisieserie, 4 afleveringen) als Kendall Carr
- 2016: Sister Cities (televisiefilm) als de jonge Carolina